# Alfredo Stranieri
Alfredo Stranieri, né à Girifalco (Italie) le 30 juillet 1956 et mort le 10 mars 2025 à Poissy, naturalisé français en 1982, est un criminel multirécidiviste, surnommé « le tueur aux petites annonces », qui rencontre ses victimes grâce aux petites annonces dans lesquelles il se présente comme un acheteur potentiel de propriétés ou de voitures d'occasion.
Il fait disparaître ses victimes et s'approprie leurs biens. Il est condamné à la prison à perpétuité assortie d'une peine de sûreté de vingt-deux ans le 28 février 2003 pour quatre meurtres et une tentative de meurtre avortée. Il s'est approprié les biens des deux couples qu'il a assassinés pour les gérer frauduleusement. Il a également tenté d'assassiner un homme qui voulait lui vendre une Jaguar.

## Faits et enquête

### Premier double assassinat
Fin 1997, Alfredo Stranieri répond à une petite annonce publiée par un couple de restaurateurs.
Frédéric Adman et sa compagne Nathalie Girard veulent vendre le New Love, une boîte de nuit à Viry-Châtillon.
Le 7 novembre 1997, la vente est signée.
Six jours plus tard, le couple disparaît.

### Tentative d'assassinat
Le 4 janvier 1999, Alfredo Stranieri, sous le pseudonyme de la victime de son précédent meurtre Frédéric Adman, contacte Simon Cohen par le biais d'une petite annonce que ce dernier a passée pour vendre sa Jaguar. Curieusement, sans voir le véhicule et négocier son prix, Stranieri propose à Simon Cohen de finaliser la transaction dans son restaurant/boîte de nuit le New Love à Viry-Châtillon (Essonne). Lorsque Simon Cohen arrive, Stranieri lui annonce qu'un ami va venir lui apporter le chèque certifié par la banque pour payer la voiture. Stranieri amadoue sa victime en lui proposant de visiter les lieux en attendant le chèque. Cohen accepte à contrecœur.
Stranieri sort une carabine 22 LR et, dans la pénombre, tire à 5 reprises sur Simon Cohen, mais celui-ci parvient à s'échapper chez le voisin en escaladant la clôture. Le voisin alerte la police. Stranieri prend alors la fuite. Simon Cohen est transporté aux urgences et est sauvé au bout de 4 heures d'intervention chirurgicale.
Les policiers ouvrent une enquête sur le propriétaire de la discothèque et découvrent qu'Alfredo Stranieri a déjà un casier judiciaire pour de petites escroqueries et trafic de voiture. Ils se rendent chez lui à Soisy-sur-Seine, Anne-Marie Stranieri leur promet de les prévenir dès le retour de son mari mais ce dernier ne rentrera jamais chez lui, les enquêteurs perdant sa trace.
L'affaire de la Jaguar, racontée en quelques lignes dans un journal local, attire l'attention des époux Girard dont la fille Nathalie et son compagnon Frédéric Adman ont disparu subitement depuis le 10 novembre 1997. Ils tenaient un restaurant L'Oasis à Viry-Châtillon, devenu depuis le New Love.

### Deuxième double assassinat
En mars 1999, dans l'Aveyron, il sélectionne dans les petites annonces une auberge à Bez-de-Naussac : « La Bouriatte. » L'endroit est à son goût : luxueux et isolé. L'acte de vente est signé le 10 avril 1999. Alfredo Stranieri qui se présente sous le nom de Mario Stranieri (grâce à la carte d'identité de son frère qu'il a empruntée) et prétend être gérant d'une grande discothèque dans la région parisienne, l'achète sans négocier pour 4 millions de francs et s'installe à la Bouriatte alors que Nicole Rousseau et Claude Mouly disparaissent mystérieusement.

## Arrestation et incarcération
Corinne Mouly, inquiète de ne plus avoir de nouvelles de son père, s'installe en face de l'auberge pour espionner Stranieri et alerte la gendarmerie. Les enquêteurs, sous la direction du commandant de la gendarmerie en Aveyron le colonel Gery Plane, découvrent alors que Stranieri est recherché pour la tentative d'assassinat sur Simon Cohen. « Mario » Stranieri est arrêté le 7 juillet 1999 par les gendarmes de Capdenac. Le dossier est confié à la brigade de recherche d'Evry et d'importants moyens sont déployés pour retrouver les corps des disparus dans la région de Bez-de-Naussac. Le 19 juillet 1999, les policiers exhument les corps de Frédéric Adman et Nathalie Girard dans le jardin du New Love et le lendemain, les gendarmes exhument ceux de Nicole Rousseau et Claude Mouly à proximité de la Bouriatte.
Soupçonnée d'être la complice de ses escroqueries, sa femme Anne-Marie est incarcérée en décembre 1999.

## Liste des victimes connues
| Date des faits   | Date de découverte | Identité        | Âge     | Lieu           |
| ---------------- | ------------------ | --------------- | ------- | -------------- |
| 13 novembre 1997 | 19 juillet 1999    | Frédéric Adman  | 53 / 56 | Viry-Châtillon |
| 13 novembre 1997 | 19 juillet 1999    | Nathalie Girard | 30      | Viry-Châtillon |
| 4 janvier 1999   | 4 janvier 1999     | Simon Cohen     | 31      | Viry-Châtillon |
| 12 avril 1999    | 20 juillet 1999    | Claude Mouly    | 60 / 61 | Bez-de-Naussac |
| 12 avril 1999    | 20 juillet 1999    | Nicole Rousseau | 55      | Bez-de-Naussac |

## Procès et condamnation
Le procès d'Alfredo Stranieri débute le 18 février 2003 devant la cour d'assises de l'Essonne. Il est condamné le 28 février 2003 à la réclusion criminelle à perpétuité assortie d'une peine de sûreté de 22 ans. Cette condamnation est confirmée en mars 2004 par la cour d'appel de Créteil. Le pourvoi en cassation d'Alfredo Stranieri est rejeté au début de l'année 2005.

## Suites
Alfredo Stranieri et Germain Gaiffe comparaissent le 11 mars 2011 devant la 6e chambre correctionnelle de Versailles pour « outrage ». Depuis des mois, depuis leur cellule, ils revendiquent tous les deux être le père de la fille de l’ancienne garde des Sceaux, Rachida Dati.
L’affaire remonte à septembre 2010. Alfredo Stranieri, condamné à la perpétuité pour avoir tué et enterré dans des jardins quatre personnes, et Germain Gaiffe, qui purge une peine de trente ans de prison pour avoir tué et démembré un homme, postent tous deux, de la prison de Poissy, une lettre identique adressée à la mairie du 16e arrondissement de Paris. Ils y affirment être le père de la fille de Rachida Dati et joignent une déclaration de paternité. Prévenu par les services pénitentiaires, le parquet décide de se saisir de l’affaire et de les poursuivre pour « outrage sur personne dépositaire de l’autorité publique ». Rachida Dati se constitue alors partie civile. Lors d’une audience, Germain Gaiffe se montre provocateur en portant un pull où est inscrit : « Je suis le père de Zohra ». Interrogés, les deux hommes expliquent alors avoir partagé un moment d’intimité dans une pièce avec la ministre venue visiter leur prison en décembre 2007, plus d’un an avant son accouchement.
Le 17 juillet 2013, Alfredo Stranieri se marie avec Germain Gaiffe. Le mariage, prononcé par Frédérik Bernard, maire de Poissy, a eu lieu en la présence de leurs témoins respectifs, le terroriste Carlos et l'humoriste Dieudonné à la maison centrale de Poissy dans les Yvelines. Dieudonné avait rencontré les deux criminels à l'occasion d'un atelier d'écriture de sketches en prison. Libération commente qu'il est « peu probable que cela soit un mariage d'amour », et y voit plutôt « une nouvelle provocation de l'humoriste, organisée avec quelques camarades ».

## Mort
Alfredo Stranieri meurt à l'hôpital de Poissy le 10 mars 2025 à l'âge de 68 ans.